# Spindasis scotti
Spindasis scotti är en fjärilsart som beskrevs av Gabriel 1954. Spindasis scotti ingår i släktet Spindasis och familjen juvelvingar. Inga underarter finns listade i Catalogue of Life.